# Shilinsky
Estanislao Schillinsky Bachanska (Baisogala, 10 de agosto de 1911-Ciudad de México, 27 de septiembre de 1985), conocido como Shilinsky, fue un actor, comediante y guionista mexicano.
De 1948 a 1977, fue parte del dúo cómico y musical «Manolín y Shilinsky», junto a Manuel Palacios «Manolín».

## Biografía y carrera
Estanislao y su hermano llegaron a México como parte de un circo ruso. Shilinsky decidió quedarse en México, donde inició su carrera cómica al unirse a la Carpa Valentina.
En 1939, auxilió a Mario Moreno a lanzar a su personaje Cantinflas. Después se hizo su concuñado, al casarse Shilinsky con Olga Ivanova y su hermana Valentina Ivanova con Cantinflas. Tuvo con ella 4 hijos, Víctor, Sergio, Olga y Eduardo Shilinsky Ivanova. Posteriormente formó una segunda familia con Margarita López Vargas (Pastora Vargas), con quien tuvo una hija de nombre María Teresa Shilinsky López.
Shilinsky también tiene una hija llamada Marilina cuya madre es la actriz Aideé Gracia con quien trabajó en varias películas, entre ellas Dos de la vida airada junto con Manuel Palacios «Manolín».
Shilinsky también llegó a participar activamente en cine, durante la Época de oro del cine mexicano. Su participación fue tanto actuando, como escribiendo guiones. Las primeras películas en las que aparece es en las protagonizadas por Mario Moreno "Cantinflas", como actor de reparto. Posteriormente junto a Manolín, formó el dúo «Manolín y Shilinsky» y protagonizó sus propias películas.

### Muerte
El 27 de septiembre de 1985, Shilinsky falleció en Ciudad de México a los 74 años de edad.

## Legado
En 2014, fue interpretado por el actor Luis Gerardo Méndez en la película biográfica homónima de Cantinflas.

## Filmografía

### Como actor
- No te engañes, corazón (1937)
- Jengibre vs Dinamita (1939)
- Cantinflas boxeador (1940)
- Cantinflas y su prima (1940)
- Ahí está el detalle (1940)
- El gendarme desconocido (1941)
- Ni sangre ni arena (1941)
- Los tres mosqueteros (1942)
- El circo (1943)
- Romeo y Julieta (1943)
- Gran Hotel (1944)
- Un día con el diablo (1945)
- Soy un prófugo (1946)
- ¡A volar joven! (1947)
- Fíjate qué suave (1948)
- Dos de la vida airada (1948)
- Pobres pero sinvergüenzas (1949)
- Nosotros los rateros (1949)
- Vivillo desde chiquillo (1951)
- Ahí vienen los gorrones (1953)
- Las nenas del siete (1955)
- Dos criados malcriados (1960)
- Autopsia de un fantasma (1968)

### Como guionista
- Siempre listo en las tinieblas (1939)
- Cantinflas boxeador (1940)
- Cantinflas y su prima (1940)